# Arctagrostis
Arctagrostis es un género de plantas herbáceas perteneciente a la familia de las poáceas. es originario del Ártico, se encuentra en la tundra pantanosa de América y Eurasia. Comprende 18 especies descritas y de estas, solo 2 aceptadas.

## Taxonomía
El género fue descrito por August Heinrich Rudolf Grisebach y publicado en Flora Rossica 4(13): 434. 1852. La especie tipo es: Arctagrostis latifolia (R.Br.) Griseb. 
Citología
El número cromosómico básico del género es x = 7. 2n = 28, 42, 56, y 63, con 9 ploides. Cromosomas ‘grandes’. 

## Especies aceptadas
A continuación se brinda un listado de las especies del género Arctagrostis aceptadas hasta enero de 2014, ordenadas alfabéticamente. Para cada una se indica el nombre binomial seguido del autor, abreviado según las convenciones y usos.
- Arctagrostis arundinacea (Trin.) Beal
- Arctagrostis latifolia (R.Br.) Griseb.